# Myrmica lonae
Myrmica lonae (лат.) — вид мелких рыжих муравьёв рода Myrmica из подсемейства мирмицины. Широко распространённый палеарктический вид. Играет важную роль в сохранении популяций редких бабочек-голубянок, с которыми образует стойкую мирмекофильную связь.

## Распространение
Северная Евразия от Западной Европы и Кавказа до Западной Сибири и северного Казахстана.

## Описание
Длина рабочих около 5 мм, самки и самцы крупнее. Основная окраска самок и рабочих от рыжевато-красной до буровато-чёрной (самцы буровато-чёрные). Myrmica lonae очень похож на Myrmica sabuleti и отличается от него главным образом чрезвычайно хорошо развитой большой лопастью у основания скапуса, которая возвышается над уровнем дорсальной плоскости скапуса, и несколько более узким лбом. Однако самцы этих двух видов практически неразличимы.
Усики рабочих и самок 12-члениковые (у самцов 13-члениковые). Скапус самок и рабочих угловатый у основания с небольшим горизонтальным килем. Лоб широкий. Голова и грудь с продольными бороздками. Скапус усиков самцов короткий (он более длинный у близких видов M. sabuleti и M. vandeli). Голени и ноги самцов с длинными волосками, чья длина больше максимальной ширины голеней (у M. specioides они короче). Заднегрудка с длинными проподеальными шипами. Стебелёк между грудкой и брюшком у всех каст состоит из двух члеников: петиолюса и постпетиолюса (последний чётко отделён от брюшка). Верхняя площадка петиолюса лежит почти под прямым углом к крутой передней поверхности. Жало у самок и рабочих развито, куколки голые (без кокона). Шпоры на средних и задних ногах гребенчатые. Брюшко гладкое и блестящее.

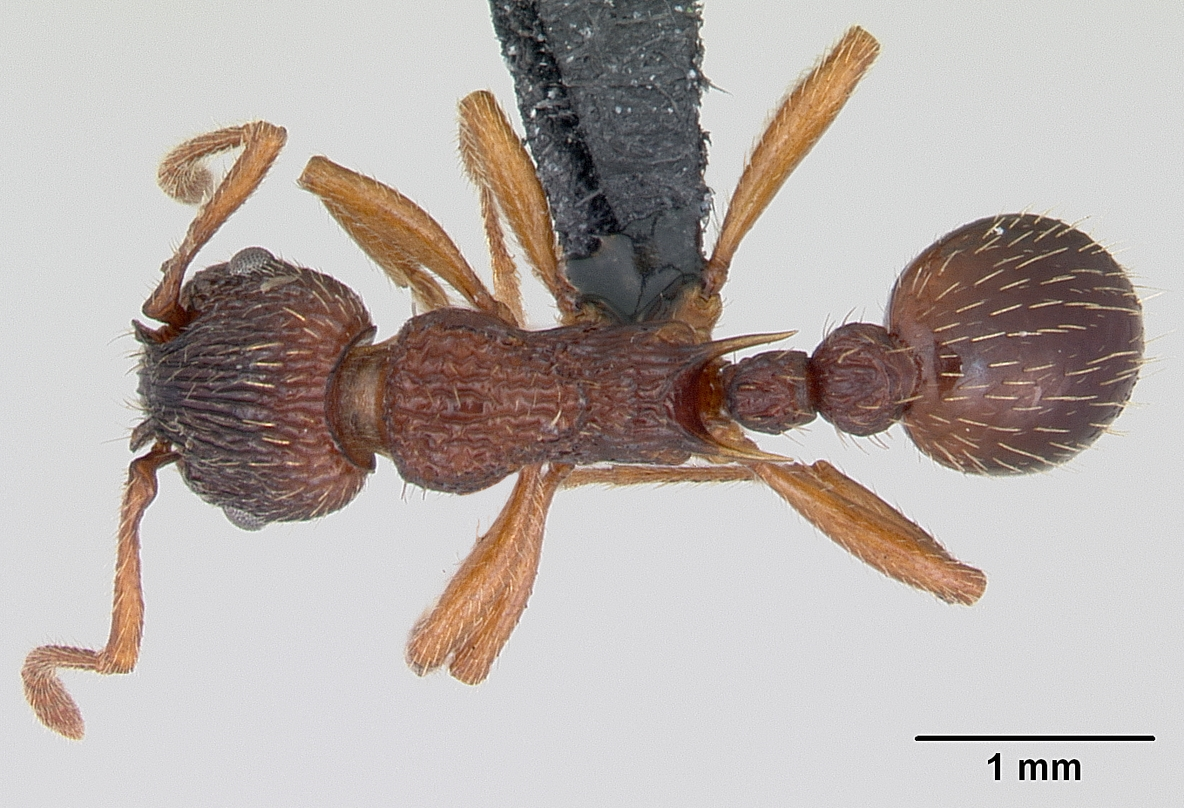
Рабочий сверху
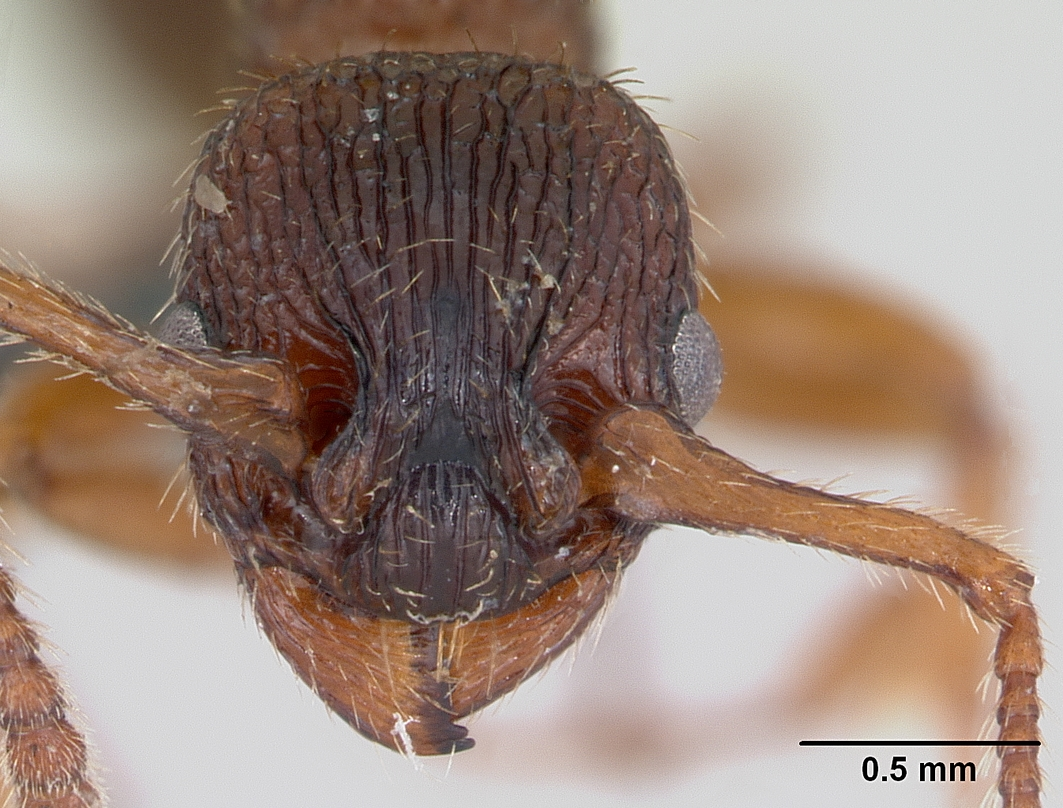
Голова рабочего
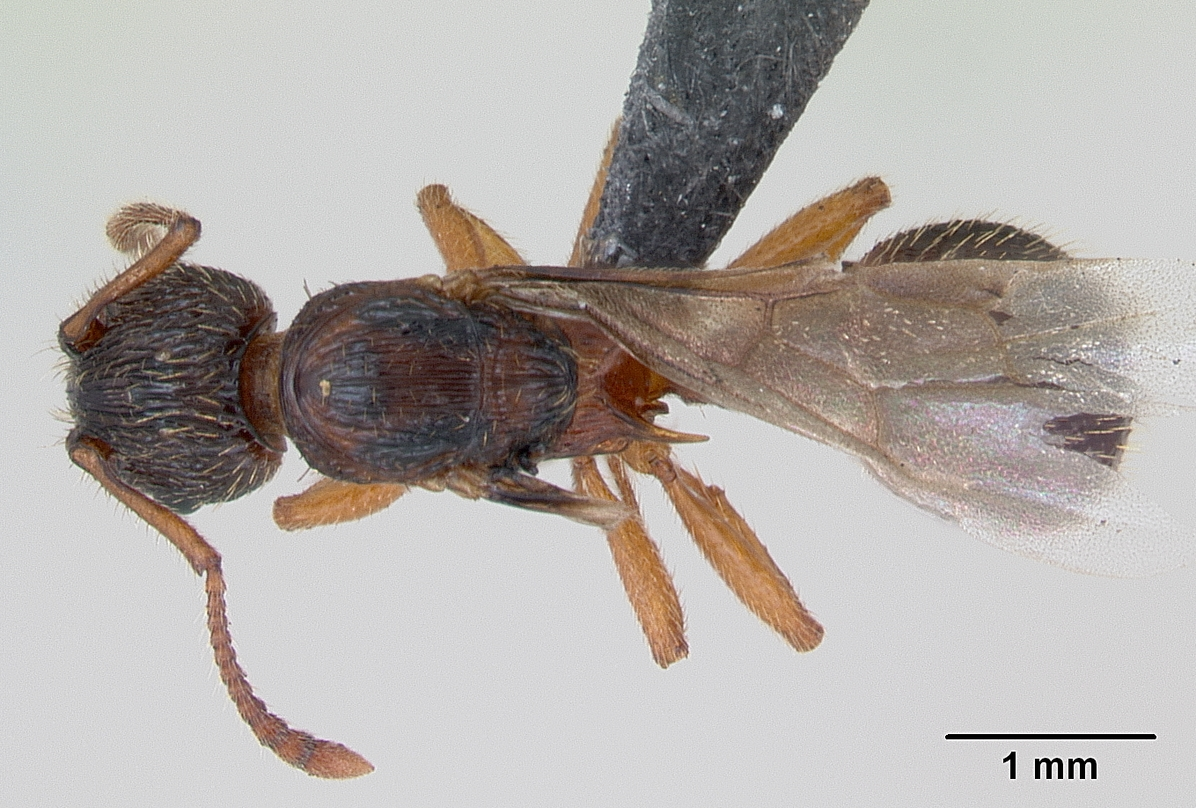
Крылатая самка
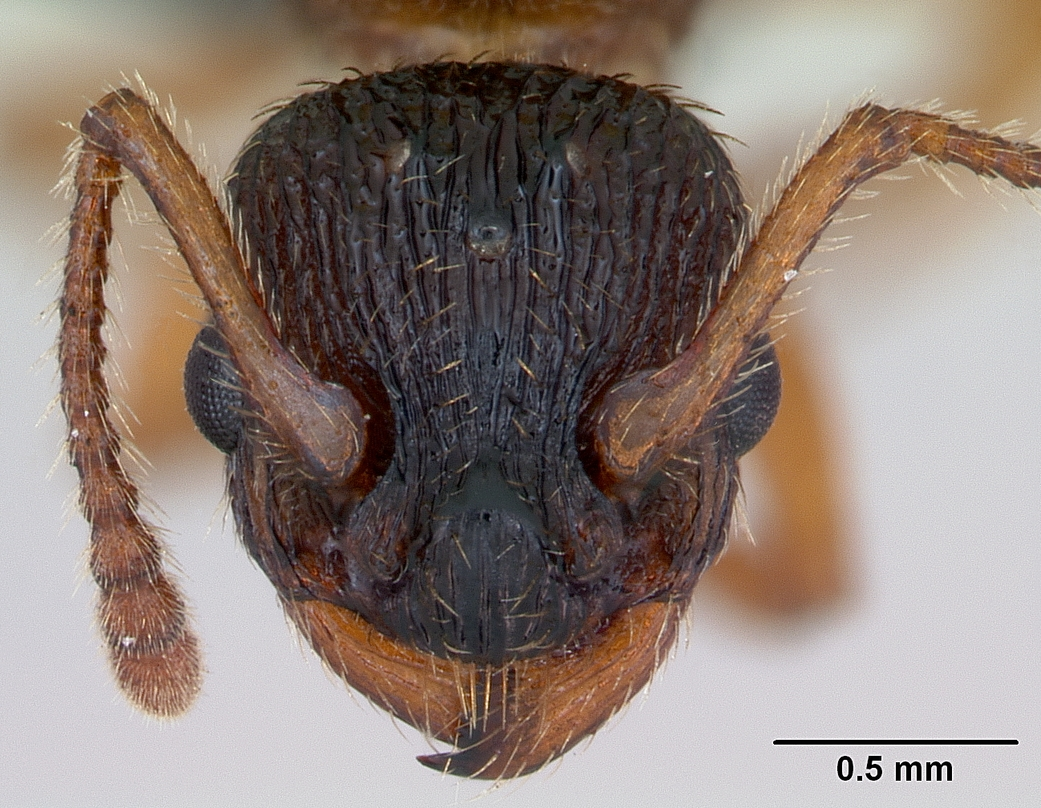
Голова самки

## Биология
Муравейники располагаются под землёй, в гнилой древесине, под камнями. Образ жизни сходен с M. scabrinodis. Семьи включают несколько маток (полигинные колонии), а также от нескольких сотен до 1600 рабочих муравьёв. Активный хищник. Охотится на мелких беспозвоночных, собирают падаль и сладкую падь у тлей.

## Систематика и этимология
Вид имеет сложную таксономическую историю, его рассматривали в статусе подвида, синонима, отдельного вида, несколько раз сводили в синонимы и снова восстанавливали. Включён в видовой комплекс Myrmica sabuleti-complex из группы видов Myrmica scabrinodis-group. Вид был впервые описан в 1926 году итальянским энтомологом Бруно Финци (Bruno Finzi, 1897—1941) по материалам из Финляндии в качестве подвида Myrmica scabrinodis subsp. lonae Finzi, 1926. С 1994 года — в статусе отдельного вида. Сходен с видами Myrmica hirsuta, Myrmica spinosior, Myrmica vandeli. Фенотип M. lonae ассоциирован с более холодными фенотип связан с более холодными и влажными местами обитания, чем типичные M. sabuleti, что может говорить о его возможном статусе экотипа в пределах M. sabuleti.
В 2019 году возникли новые сомнения в валидности таксона, когда Эбсен с соавторами (Ebsen et al., 2019), используя молекулярные филогенетические методы, основанные на митохондриальной ДНК не обнаружили подтверждения выделения этого вида в пределах M. sabuleti.
Видовое название M. lonae дано в честь итальянского энтомолога Carlo Lona (1885—1971).

## Охрана природы
Данный вид муравьёв может стать элементом комплексной системы спасения редких видов бабочек из семейства голубянок. В Европе подавляющее большинство гусениц таких редких голубянок, как Голубянка арион (Phengaris arion) найдены в муравейниках Myrmica, где являются их сожителями. Муравьи сами приносят в гнездо гусениц старшего возраста, которых затем кормят (или гусеницы поедают муравьиный расплод).